# 杜民
杜民（1955年—），福建惠安人，汉族，中华人民共和国政治人物、第十一届全国人民代表大会福建地区代表。
毕业于福州大学电气工程与自动化学院电机电器专业。加入民进。担任福建省科技厅副厅长。2008年起担任全国人大代表。